# 갈리아 코마타

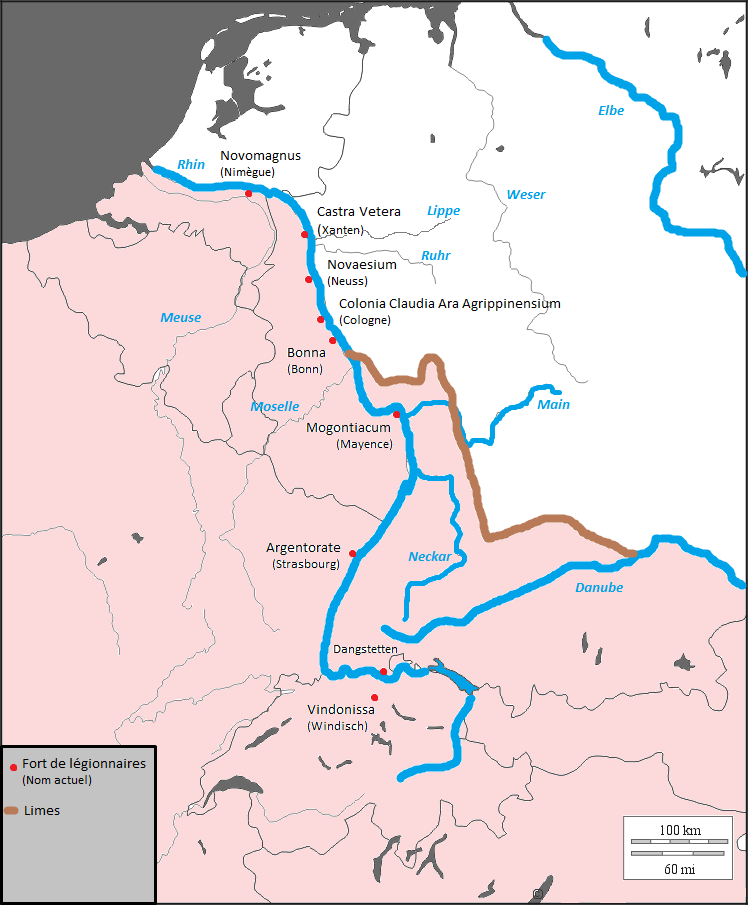

갈리아 코마타(라틴어: Gallia Comata), "장발의 갈리아"는 율리우스 카이사르가 갈리아 전쟁을 끝낸 뒤 공화정 로마에 새로 복속된 갈리아 지역에 설치한 임시 속주이다. 갈리아 코마타는 갈리아 아퀴타니아, 갈리아 벨기카, 갈리아 나르보넨시스로 분할되었다.